# Маяк (Владимирская область)
Маяк — посёлок в Александровском районе Владимирской области России. Входит в состав Андреевского сельского поселения.

## География
Посёлок расположен в 14 км на запад от центра поселения села Андреевское и в 5 км на юго-восток от Александрова. 

## История
В конце XIX — начале XX века на месте посёлка существовала деревня Паньшино, которая входила в состав Александровской волости Александровского уезда. В 1859 году в деревне числилось 6 дворов, в 1905 году — 3 дворов, в 1926 году — 5 дворов.
С 1929 года деревня Паньшино входила в состав Самаринского сельсовета Александровского района, с 1940 года — в составе Ивано-Соболевского сельсовета, с 1948 года — в составе пригородной зоны города Александрова. В 1960-е годы рядом с деревней организован посёлок отделения «Сельхозтехника», с 1965 года посёлок в составе Александровского района, с 1967 года — в составе Елькинского сельсовета, с 2005 года — в составе Андреевского сельского поселения. 
В 1966 году посёлок отделения «Сельхозтехника» переименован в посёлок Маяк.

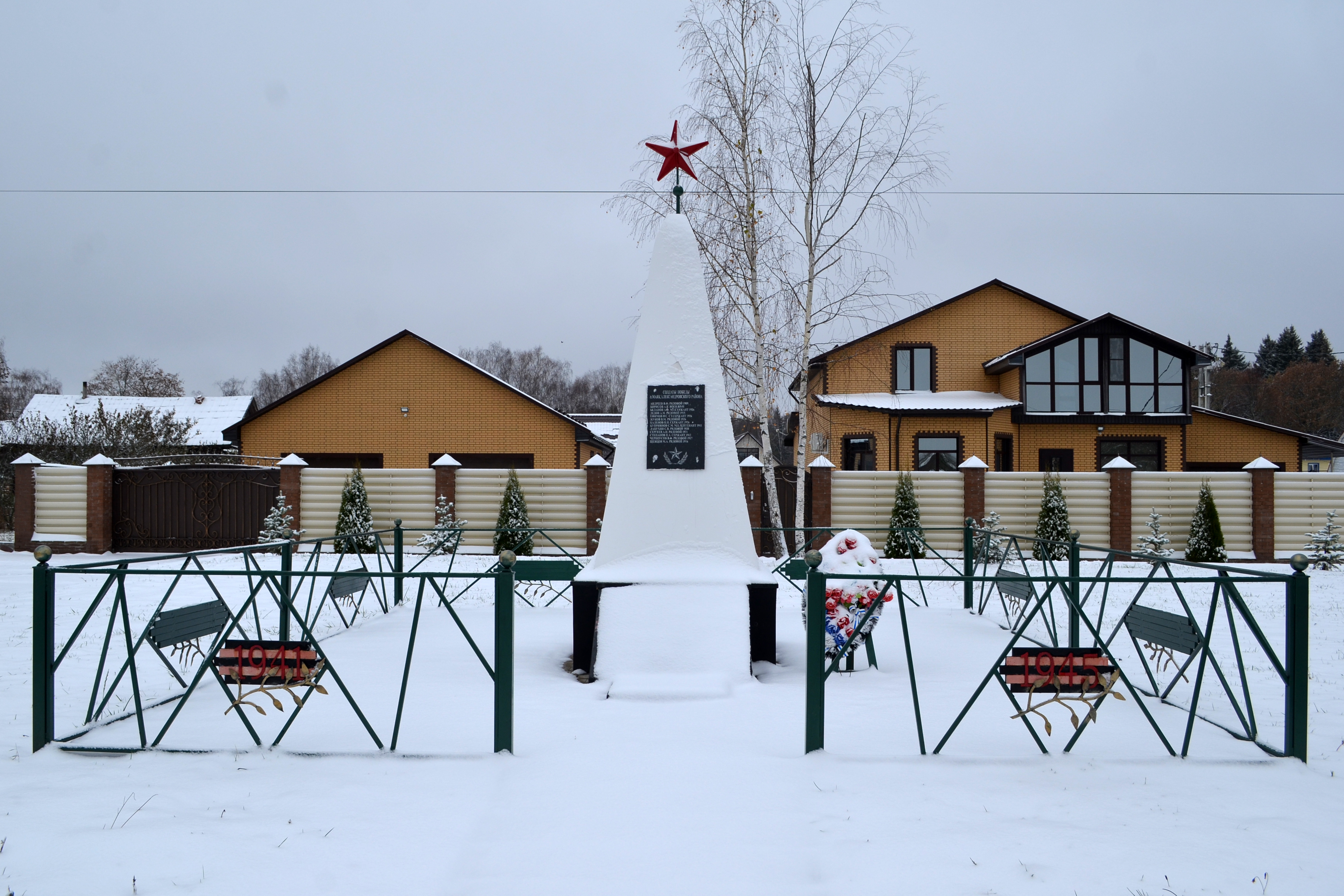
Памятник Солдатам Победы в поселке Маяк.

## Население
| 1859 | 1905 | 1926 | 2002 | 2010 | 2021 |
| ---- | ---- | ---- | ---- | ---- | ---- |
| 33   | ↘18  | ↗21  | ↗186 | ↘166 | ↗217 |

## Инфраструктура
Личное подсобное хозяйство с зоной сельскохозяйственного использования, индивидуальная застройка усадебного типа.
Основа экономики — сельское хозяйство.

## Транспорт
Деревня доступна автотранспортом. Остановка общественного транспорта «Посёлок Маяк». 